# FBI
La Oficina Federal de Investigación o Buró Federal de Investigaciones (en inglés: Federal Bureau of Investigation), más conocido por sus siglas FBI, es el servicio de seguridad y de inteligencia nacional de Estados Unidos, así como su principal agencia federal de policía. Operando bajo la jurisdicción del Departamento de Justicia, el FBI también es miembro de la Comunidad de Inteligencia y rinde cuentas tanto al fiscal general como al director de la Inteligencia Nacional. El FBI es una de las principales organizaciones de investigación criminal, lucha antiterrorista y contraespionaje de Estados Unidos, con facultad para interceder sobre violaciones en más de 200 categorías de delitos federales. La oficina central del FBI es el Edificio J. Edgar Hoover, ubicado en Washington, D.C.
Aunque muchas de las funciones del FBI son únicas, sus actividades en apoyo a la seguridad nacional son comparables a las del MI5 Británico, el GCSB Neozeolandés y el FSB Ruso. A diferencia de la Agencia Central de Inteligencia, que no tiene autoridad para hacer cumplir la ley y se centra en la recopilación de inteligencia en el extranjero, el FBI es una agencia de ámbito nacional que dispone de 56 oficinas de campo en las principales ciudades de Estados Unidos y más de 400 agencias residentes en ciudades y áreas más pequeñas a lo largo de la nación. En una oficina de campo del FBI, un agente del FBI que ostenta su cargo en el nivel ejecutivo trabaja simultáneamente como representante del Director de la Inteligencia Nacional.
A pesar de su enfoque nacional, el FBI también mantiene una importante presencia internacional, operando 60 oficinas de Agregados Legales (Legal Attache (LEGAT) y 15 suboficinas en embajadas y consulados de Estados Unidos en todo el mundo. Estas oficinas de relaciones exteriores existen principalmente con el fin de coordinarse con los servicios de seguridad extranjeros y, por lo general, no realizan operaciones unilaterales en los países anfitriones. El FBI puede y, en ocasiones, lleva a cabo actividades secretas en el extranjero. Al igual que la CIA, tiene una función interna limitada; y estas actividades requieren generalmente coordinación entre las agencias gubernamentales.
El FBI fue creado en 1908 con el nombre de Oficina de Investigación (Bureau of Investigation). Su nombre cambió en 1935 por el de Oficina Federal de Investigación (Federal Bureau of Investigation). En Puerto Rico, recibe el nombre oficial de Negociado Federal de Investigaciones (o ‘de Investigación’), que a veces se usa también por otras entidades de Estados Unidos sobre todo al referirse a Puerto Rico. Las siglas FBI se usan en Estados Unidos muchas veces como sustantivo común (common noun).

## Misión, prioridades y presupuesto

### Misión
La misión del FBI es:
Proteger al pueblo estadounidense y defender la Constitución de Estados Unidos.

### Prioridades
Hoy en día, las principales prioridades del FBI son:
- Proteger a Estados Unidos de ataques terroristas.
- Proteger a Estados Unidos contra operaciones de inteligencia extranjera, espionaje y operaciones cibernéticas.
- Combatir la actividad delictiva cibernética.
- Combatir la corrupción pública a todos los niveles.
- Proteger los derechos civiles.
- Combatir las empresas criminales transnacionales.
- Combatir los principales delitos de cuello blanco.
- Combatir los crímenes violentos.

### Presupuesto
En el año fiscal 2019 el presupuesto total de la Oficina era de aproximadamente 9,6 mil millones de dólares.
En la Solicitud de Presupuestos y Autorizaciones al Congreso para el año fiscal 2021, el FBI solicitó 9 800 724 000 de dólares. De ese dinero, 9.748.829.000 dólares se destinarían a Salarios y Gastos y 51.895.000 dólares para Construcción. El programa de Salarios y Gastos vio un aumento de 199.673.000 dólares.

## Historia

### Contexto histórico
En 1896 fue fundada la Oficina Nacional de Identificación Criminal. Esta oficina se encargaba de proporcionar a las agencias de todo el país información para identificar a los delincuentes conocidos. El asesinato del presidente William McKinley en 1901 propició la idea de que Estados Unidos estaba bajo la amenaza de los anarquistas. Durante muchos años los Departamentos de Justicia y de Trabajo estuvieron llevando un registro minucioso de los anarquistas, pero el presidente Theodore Roosevelt quería más poder para controlarlos.
El Departamento de Justicia se estuvo encargando de la regulación del comercio interestatal desde 1887, aunque carecía de personal para hacerlo. Había hecho pocos esfuerzos para aliviar su déficit de personal hasta el momento en que se produjo el escándalo por fraude de tierras de Oregón a principios del siglo XX. El presidente Roosevelt instruyó al fiscal general Charles Bonaparte para que organizara un servicio de investigación autónomo que sólo tendría que responder ante el fiscal general.
Bonaparte entabló contacto con otras agencias, incluyendo el Servicio Secreto de Estados Unidos, para ir en busca de personal, sobre todo investigadores. El 27 de mayo de 1908 el Congreso prohibió este uso de empleados del Tesoro por parte del Departamento de Justicia, aduciendo que temían la posibilidad de que la nueva agencia pudiese desempeñarse como departamento de policía secreta. Una vez más a instancias de Roosevelt, Bonaparte se encargó de organizar una Oficina de Investigación oficial, la cual después tendría su propio personal de agentes especiales.

### Creación de la Oficina de Investigación
La Oficina de Investigación (Bureau of Investigation, BOI) fue creada el 26 de julio de 1908. El fiscal general Bonaparte, usando fondos para gastos del Departamento de Justicia, contrató a treinta y cuatro personas, entre los que se encontraban algunos veteranos del Servicio Secreto, para trabajar en una nueva agencia de investigación. Su primer director fue Stanley Finch. Bonaparte notificó al Congreso de estas acciones en diciembre de 1908.
La primera encomienda oficial de la oficina fue visitar y realizar encuestas en las casas de prostitución como preparación para hacer cumplir la Ley de Tráfico de Esclavos Blancos o Ley Mann, aprobada el 25 de junio de 1910. En 1932 la oficina pasó a llamarse Oficina de Investigación de Estados Unidos (United States Bureau of Investigation).

### Creación del FBI
Al año siguiente, en 1933, la Oficina de Investigación se fusionó con la Oficina de Prohibición (Bureau of Prohibition) y se rebautizó como División de Investigación (Division of Investigation (DOI); convirtiéndose en 1935 en un servicio independiente dentro del Departamento de Justicia. En el mismo año, su nombre fue cambiado oficialmente de División de Investigación por el de Oficina Federal de Investigación (Federal Bureau of Investigation (FBI).

### J. Edgar Hoover como director del FBI

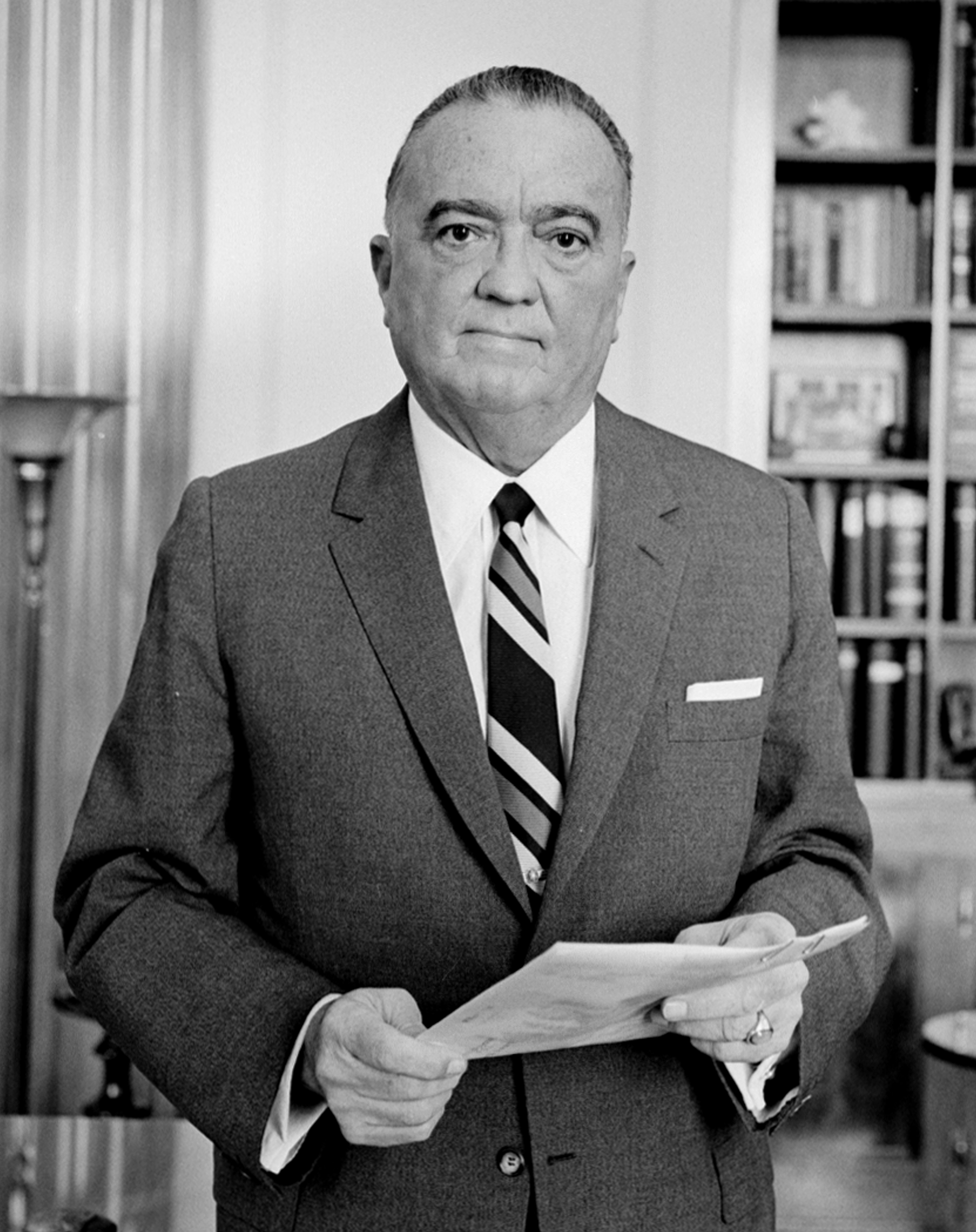
J. Edgar Hoover, director del FBI desde 1924 a 1972.

J. Edgar Hoover ocupó el cargo de director del FBI de 1924 a 1972, un total de 48 años, todos ellos sumados en base al tiempo que estuvo en la Oficina de Investigación, la División de Investigación y el FBI. Fue el principal responsable de la creación del Laboratorio Científico de Detección de Delitos, o Laboratorio del FBI, que se inauguró oficialmente en 1932, como parte de su trabajo para profesionalizar las investigaciones del gobierno. Durante su mandato, Hoover estuvo sustancialmente involucrado en la mayoría de los casos y proyectos importantes que concernían al FBI. Pero como se detalla a continuación, resultó ser un mandato que dio lugar a muchas polémicas en su posición como director de Oficina, especialmente en sus últimos años. Después del fallecimiento de Hoover, el Congreso aprobó una legislación que limitaba a diez años el mandato de los futuros directores del FBI.
Las primeras investigaciones de homicidios perpetrados por la nueva agencia estuvieron enfocadas en los asesinatos de los Indios Osage. Durante la llamada «guerra contra el crimen» de los años 1930, los agentes del FBI detuvieron o mataron a varios criminales notorios que cometieron secuestros, robos a bancos y asesinatos en todo el país, entre estos criminales se encontraban John Dillinger, Baby Face Nelson, Kate "Ma" Barker, Alvin "Creepy" Karpis y Machine Gun Kelly.
Entre otras de las actividades ejercidas por el FBI en sus décadas iniciales pueden citarse su enfoque en el alcance e influencia del grupo supremacista blanco Ku Klux Klan, un grupo que estaba trabajando en el caso del linchamiento de Viola Liuzzo, el cual el FBI pudo poner de manifiesto. Precedentemente, a través del trabajo de Edwin Atherton, a mediados de 1920 la Oficina de Investigación afirmó haber capturado con éxito a todo un ejército de neorrevolucionarios mexicanos bajo el liderazgo del General Enrique Estrada, al este de San Diego (California).
Hoover comenzó a usar escuchas telefónicas en 1920 durante la Ley Seca para arrestar a los contrabandistas. Durante el caso Olmstead contra Estados Unidos de 1927, en el que se capturó a un contrabandista mediante escuchas telefónicas, la Corte Suprema de Estados Unidos dictaminó que las escuchas del FBI no violaban la Cuarta Enmienda como registro e incautación ilegales, siempre y cuando el FBI no irrumpiera en casa de una persona para completar el «pinchado». Después de la derogación de la Ley Seca el Congreso aprobó la Ley de Comunicaciones de 1934, que prohibía las escuchas telefónicas no consensuadas, pero autorizaba la intercepción. En el caso Nardone contra Estados Unidos de 1939, el tribunal dictaminó que, debido a la ley de 1934, las pruebas obtenidas por el FBI mediante escuchas telefónicas eran inadmisibles en el tribunal. Después de que el caso Katz contra Estados Unidos de 1967 derrocara a Olmstead, el Congreso aprobó la Ley Ómnibus de Control del Crimen, que permitía a las autoridades públicas intervenir teléfonos durante las investigaciones, con la condición de que obtuvieran órdenes judiciales de antemano.

#### Seguridad nacional
Desde comienzos de 1940 y hasta 1970 la oficina investigó casos de espionaje contra Estados Unidos y sus aliados. Ocho agentes nazis que habían planeado operaciones de sabotaje contra objetivos estadounidenses fueron arrestados y seis fueron ejecutados (exparte Quirin), en virtud de las sentencias dictaminadas por la oficina federal. Así mismo, durante esta época, se llevó a cabo un esfuerzo conjunto por parte de Gran Bretaña y Estados Unidos de descifrado de códigos, llamado Proyecto Venona —en el que el FBI estuvo muy involucrado— descodificando los códigos de comunicaciones diplomáticas y de inteligencia soviéticas, lo que permitió a los gobiernos de Estados Unidos y el Reino Unido leer dichas comunicaciones. Esta iniciativa confirmó la sospecha de que había estadounidenses trabajando en Estados Unidos para la inteligencia soviética. Hoover era el que dirigía este proyecto, pero no lo notificó a la Agencia Central de Inteligencia hasta 1952. Otro caso notable fue el arresto del espía soviético Rudolf Abel en 1957. El descubrimiento de la operatividad de espías soviéticos en territorio estadounidense fue el aliciente que motivo a Hoover a continuar con un tema que le preocupaba desde hace tiempo, como la amenaza que percibía de la izquierda estadounidense.

### Internamiento de estadounidenses de ascendencia japonesa
En 1939 la Oficina empezó a compilar una lista de detención bajo custodia preventiva con los nombres de quienes serían detenidos en caso de guerra con las naciones del Eje. La mayoría de los nombres de la lista pertenecían a líderes de la comunidad Issei, ya que la investigación del FBI se basó en un índice de Inteligencia Naval existente que se había centrado en estadounidenses de ascendencia japonesa de Hawái y la costa oeste, aunque muchos ciudadanos alemanes e italianos llegaron también a engrosar la lista de índices del FBI. Robert Shivers, director de la oficina de Honolulu, obtuvo el permiso de Hoover el 7 de diciembre de 1941 para empezar a detener a los de la lista, mientras las bombas seguían precipitándose sobre Pearl Harbor. Los arrestos masivos y los registros domiciliarios (en la mayoría de los casos realizados sin órdenes judiciales) comenzaron unas horas después del ataque, y durante las siguientes semanas, más de 5.500 hombres Issei fueron puestos bajo custodia del FBI. El 19 de febrero de 1942 el presidente Franklin Delano Roosevelt emitió la Orden Ejecutiva 9066, autorizando la expulsión de los estadounidenses de ascendencia japonesa de la costa oeste. El director del FBI, Hoover, se opuso a la subsiguiente expulsión y confinamiento masivo de estadounidenses de ascendencia japonesa, autorizado con base en la Orden Ejecutiva 9066, pero Roosevelt prevaleció. La gran mayoría estuvo de acuerdo con las consiguientes órdenes de exclusión, pero en un puñado de casos en los que los estadounidenses de ascendencia japonesa se negaron a obedecer las nuevas regulaciones militares los agentes del FBI se encargaron de diligenciar los arrestos. La Oficina continuó vigilando a los estadounidenses de ascendencia japonesa a lo largo de la guerra, efectuando controles de antecedentes a los solicitantes para su reasentamiento en el exterior del campamento, y el acceso a los mismos (generalmente sin el permiso de los funcionarios de la Autoridad de Reubicación Bélica) y la preparación de informantes para monitorear a los disidentes y «alborotadores». Después de la guerra al FBI se le fue asignada la labor de proteger a los estadounidenses de ascendencia japonesa que regresaban de los ataques perpetrados por las comunidades de blancos hostiles.

### Programa de desviación sexual
Según Douglas M. Charles, el llamado Programa de Desviaciones Sexuales del FBI tuvo sus comienzos el 10 de abril de 1950, cuando J. Edgar Hoover envió a la Casa Blanca, a la Comisión del Servicio Civil de Estados Unidos y a las ramas de las Fuerzas Armadas, una lista de 393 presuntos empleados federales que supuestamente habían sido arrestados en Washington D. C. desde 1947 por cargos de «irregularidad sexual». El 20 de junio de 1951 Hoover amplió el programa al emitir un memorando que establecía una «política uniforme para la gerencia del creciente número de informes y denuncias sobre empleados del gobierno de Estados Unidos, tanto del presente como del pasado, que supuestamente son desviados sexuales». El programa fue ampliado para dar cabida a trabajos no gubernamentales. Según Athan Theoharis: «En 1951, él [Hoover] había instituido unilateralmente un programa de Desviados Sexuales para purgar a los presuntos homosexuales de cualquier puesto en el gobierno federal, desde el empleado más humilde hasta el puesto más poderoso de asistente de la Casa Blanca». El 27 de mayo de 1953 entró en vigor el Decreto Ejecutivo 10450. El programa fue ampliado aún más debido a esta orden ejecutiva al declarar ilegal todo empleo federal incurrido por parte de homosexuales. El 8 de julio de 1953 el FBI envió a la Comisión de Servicios Civiles de Estados Unidos información del programa de desviaciones sexuales. En 1977-1978 agentes del FBI destruyeron 300 000 páginas en el programa de desviaciones sexuales, recopiladas entre 1930 y mediados de 1970.

### Movimiento por los derechos civiles
Durante 1950 y 1960 los agentes del FBI se preocupaban cada vez más por la influencia de los líderes de los derechos civiles, quienes creían que tenían vínculos comunistas o estaban indebidamente influenciados por comunistas o simpatizantes. Por ejemplo, en 1956, Hoover envió una carta abierta denunciando al Doctor T. R. M. Howard, un líder de los derechos civiles, cirujano y rico empresario de Misisipi, que había criticado la inacción del FBI a la hora de resolver los recientes asesinatos de George W. Lee, Emmett Till y otras personas negras del sur. El FBI llevó a cabo una cuestionable vigilancia nacional en una operación que denominó COINTELPRO, acrónimo de las palabras COunter-INTELligence PROgram (Programa de Contrainteligencia). Este programa tenía como objetivo investigar e desbaratar las actividades de las organizaciones políticas disidentes en Estados Unidos, incluidas las organizaciones militantes y no violentas. Entre sus objetivos estaba la Conferencia Sureña de Liderazgo Cristiano, una importante organización de derechos civiles cuyo líder clerical incluía al reverendo Martin Luther King Jr.

La «carta de suicidio», enviada de forma anónima a Martin Luther King por el FBI.

El FBI investigó frecuentemente a King. A mediados de 1960 King comenzó a criticar a la Oficina por no prestar suficiente atención al uso del terrorismo por parte de los supremacistas blancos. Hoover respondió llamando públicamente a King el «mentiroso más notorio» de Estados Unidos. En sus memorias de 1991, el periodista del Washington Post, Carl Rowan, afirmó que el FBI había enviado al menos una carta anónima a King alentándolo al suicidio. El historiador Taylor Branch hace mención a un supuesto «paquete de suicidio» anónimo de noviembre de 1964 enviado por la Oficina que contenía una carta al líder de los derechos civiles en la que decía «Estás acabado. Solo hay una salida para ti», con grabaciones de audio de las indiscreciones sexuales de King.
En marzo de 1971 la oficina residencial de un agente del FBI, en Media (Pensilvania), fue asaltada por un grupo que se hacía llamar Comisión Ciudadana para Investigar al FBI. Se obtuvieron numerosos archivos y fueron distribuidos a una variedad de periódicos, incluido el Harvard Crimson. Los archivos detallaban el extenso programa de Contrainteligencia (COINTELPRO) del FBI, que trataba sobre investigaciones que se estaban haciendo sobre la vida íntima de ciudadanos comunes, como la de un grupo de estudiantes negros de una universidad militar de Pensilvania y la hija del Congresista Henry S. Reuss, de Wisconsin. El país sufrió una sacudida por tales revelaciones, que comprendían asesinatos de activistas políticos, y las actividades fueron denunciadas por miembros del Congreso, como el Líder Mayoritario de la Cámara de Representantes, Hale Boggs. Los teléfonos de algunos miembros del Congreso, entre los que se encontraban el de Hale Boggs, habían sido supuestamente intervenidos.

### Asesinato de Kennedy
Cuando el presidente John F. Kennedy fue asesinado la jurisdicción recayó en manos de los departamentos de policía locales hasta que el presidente Lyndon B. Johnson ordenó al FBI que se hiciera cargo de la investigación. A fin de garantizar la claridad de responsabilidad con respecto a la investigación de homicidios que concernían a funcionarios federales fallecidos, el Congreso aprobó una ley en la que estaban implícitas las investigaciones de tales muertes, especialmente de homicidios, dentro de la jurisdicción del FBI. Esta nueva ley fue aprobada en 1965.

### Crimen organizado

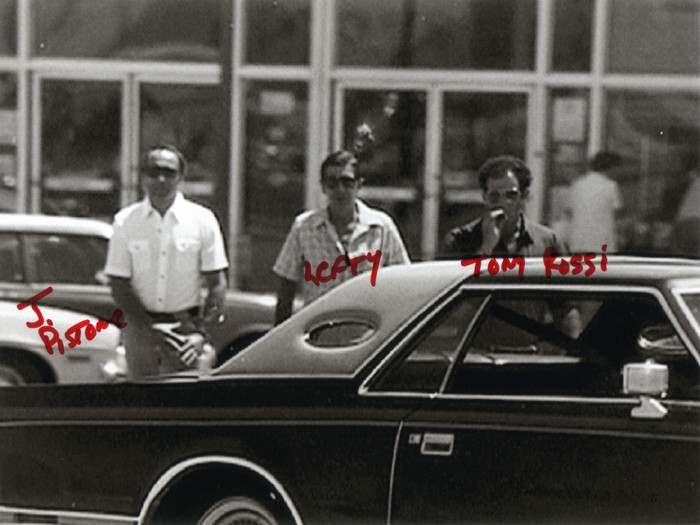
Una fotografía de vigilancia del FBI de 1980 que muestra a Joseph D. Pistone (conocido como Donnie Brasco), Benjamin Ruggiero

En respuesta a las actividades del crimen organizado, el 25 de agosto de 1953 el FBI creó el Programa Top Hoodlum. La oficina nacional ordenó a las oficinas de campo que reunieran información sobre mafiosos en sus territorios y que informaran regularmente a Washington con el fin de mantener una recopilación centralizada de datos de inteligencia sobre dichos sujetos. Después de que entrara en vigor la Ley de Organizaciones Corruptas e Influenciadas por el Crimen Organizado, o Ley RICO, el FBI comenzó a investigar a los antiguos grupos organizados de la ley seca, que se habían convertido en frentes del crimen organizado en las grandes ciudades y pueblos pequeños. Todo el trabajo del FBI se realizó de forma encubierta y desde dentro de estas organizaciones, utilizando las disposiciones previstas en la Ley RICO. Gradualmente la agencia desmanteló muchos de estos grupos. Aunque Hoover inicialmente negó la existencia de un Sindicato Nacional del Crimen en Estados Unidos, poco después la Oficina llevó a cabo operaciones contra conocidas familias y sindicatos del crimen organizado, como aquellos que estaban dirigidos por Sam Giancana y John Gotti. Actualmente la Ley RICO aún sigue vigente para todo el crimen organizado y cualquier individuo que pueda estar sujeto a las disposiciones de la Ley.
En 2003 un comité del Congreso calificó al programa de informantes del crimen organizado del FBI como «uno de los mayores fracasos en la historia de las fuerzas del orden federales». En marzo de 1965 el FBI permitió que cuatro hombres inocentes fueran condenados por el asesinato de Edward «Teddy» Deegan para proteger a Vincent Flemmi, un informante del FBI. Tres de los hombres fueron condenados a muerte (que después se redujo a cadena perpetua), y el cuarto acusado fue condenado a cadena perpetua. Dos de los cuatro hombres murieron en prisión después de cumplir casi 30 años, y otros dos fueron liberados después de cumplir 32 y 36 años. En julio de 2007 la Jueza de Distrito Nancy Gertner en Boston descubrió que la Oficina había ayudado a condenar a los cuatro hombres utilizando testimonios falsos proporcionados por el mafioso Joseph Barboza. Se instó al gobierno de Estados Unidos pagar 100 millones de dólares como indemnización a los cuatro acusados.

### Equipos especiales del FBI

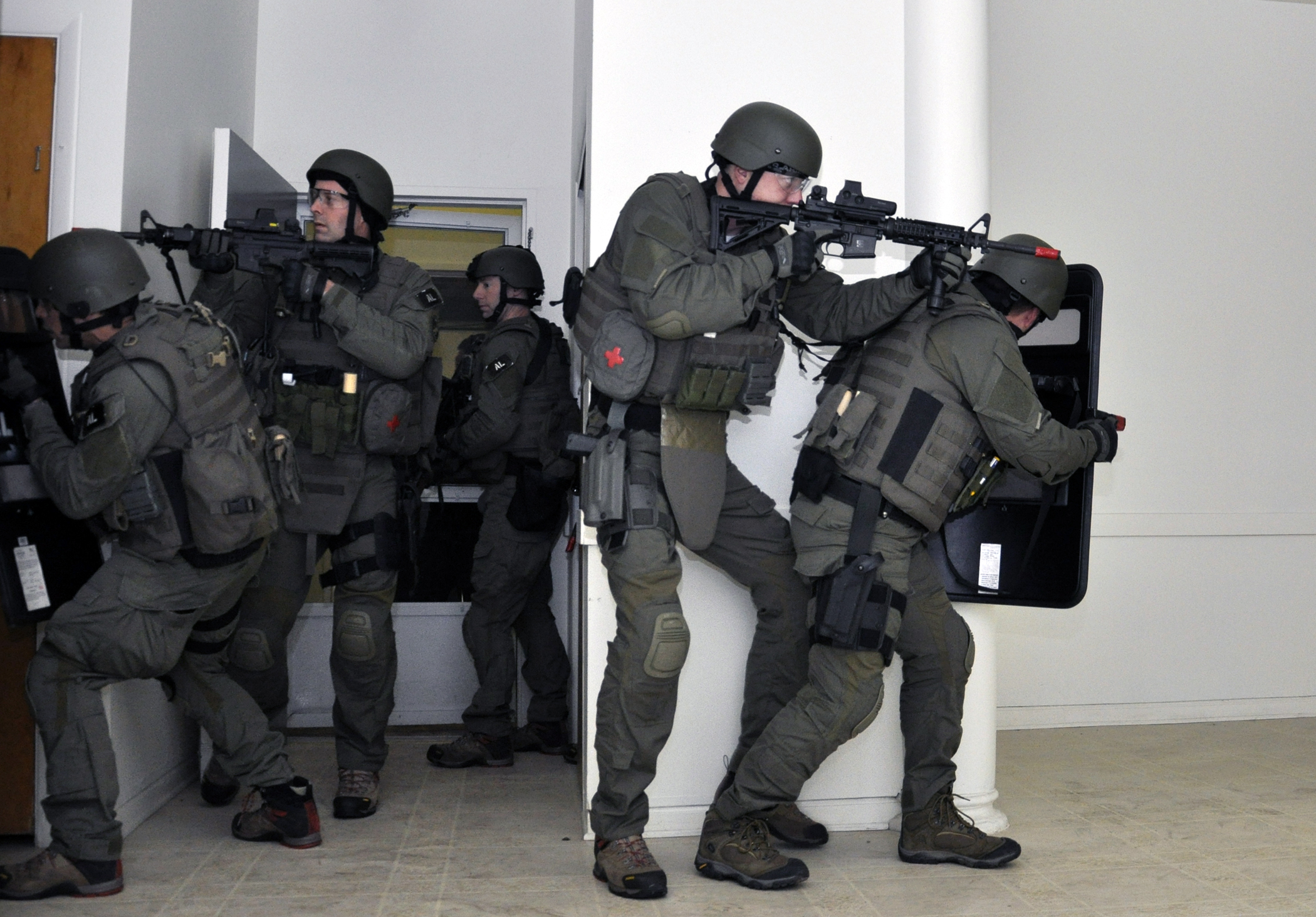
Agentes SWAT del FBI en un ejercicio de entrenamiento.

En 1982 el FBI formó una unidad de élite para ayudar con los problemas que pudieran surgir en los Juegos Olímpicos de Verano de 1984 que se celebrarían en Los Ángeles, particularmente relacionados con terrorismo y crímenes mayores. El detonante que daría lugar a la creación de dicha unidad fue durante los Juegos Olímpicos de Verano de 1972, en Múnich (Alemania), cuando unos terroristas asesinaron a los atletas israelíes. Esta unidad especial fue denominada Equipo de Rescate de Rehenes (Hostage Rescue Team, HRT) y opera como un equipo SWAT del FBI dedicado principalmente a escenarios de contraterrorismo. A diferencia de los agentes especiales que están asignados a los equipos SWAT locales del FBI, el Equipo de Rescate de Rehenes no realiza investigaciones, más bien se enfoca en habilidades y capacidades tácticas adicionales. En 1984 se formó también el Equipo de Respuesta y Análisis Informático (Computer Analysis and Response Team, o CART).
Desde finales de 1980 hasta principios de 1990 el FBI reasignó a más de 300 agentes destinados en operaciones de contrainteligencia extranjera a crímenes violentos e hizo de estos últimos la sexta prioridad nacional. Con base en recortes en otros departamentos bien establecidos, y debido a que el terrorismo ya no se consideraba una amenaza después de finalizar la Guerra Fría, el FBI ayudó a las fuerzas policiales locales y estatales a seguir la pista a aquellos fugitivos que habían cruzado las fronteras estatales, lo cual representa un delito federal. El Laboratorio del FBI ayudó en el desarrollo de las pruebas de ADN, prosiguiendo con su rol pionero en materia de identificación, cuya génesis parte en 1924 con su sistema de toma de huellas dactilares.

### Esfuerzos notables en los años 1990

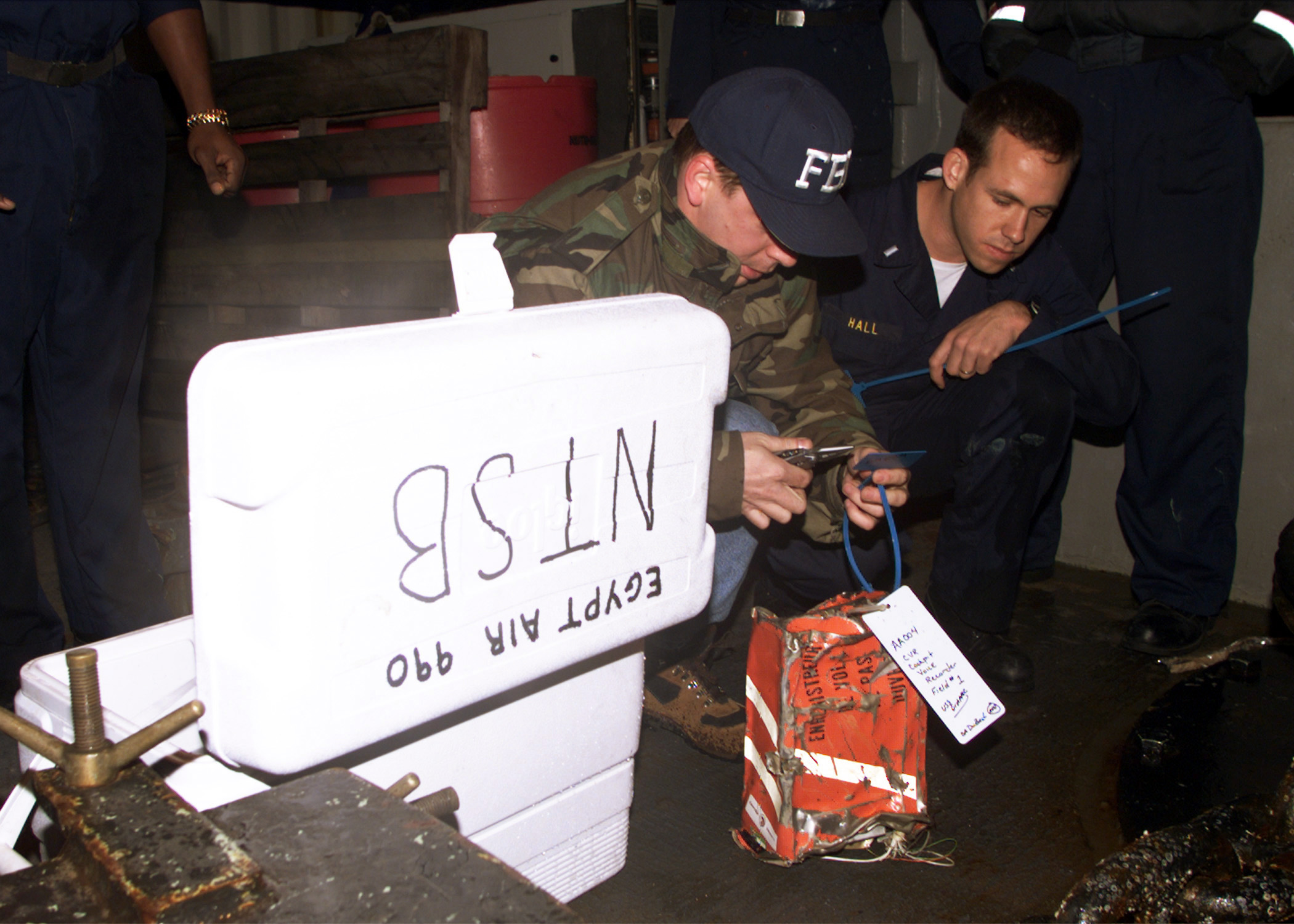
Fotografía del 13 de Noviembre de 1999 en donde un agente del FBI etiqueta la grabadora de voz de la cabina del vuelo de EgyptAir 990, en la cubierta del USS Grapple (ARS 53), en el lugar donde ocurrió el accidente.

Durante el 1 de mayo de 1992, en el Condado de Los Ángeles (California), el personal SWAT y HRT del FBI ayudó a los funcionarios locales a mantener el orden durante los disturbios de Los Ángeles de 1992. Los operadores HRT pasaron 10 días en Los Ángeles realizando patrullas montados en vehículos antes de regresar a Virginia.
Entre 1993 y 1996 el FBI incrementó su actuación en el ámbito de la lucha antiterrorista después de acaecer el primer atentado en el World Trade Center, en la Ciudad de Nueva York, el atentado en la ciudad de Oklahoma en 1995 y el arresto de Unabomber en 1996. La innovación tecnológica y las habilidades de los analistas del Laboratorio del FBI ayudaron a garantizar que los tres casos fueran procesados con éxito. Sin embargo, se llegó a saber que las investigaciones del Departamento de Justicia sobre los roles del FBI en los incidentes de Ruby Ridge y de Waco habían sido obstruidas por agentes de la misma Oficina. Durante los Juegos Olímpicos de Verano de 1996, en Atlanta (Georgia), el FBI fue criticado por sus investigaciones del atentado ocurrido en el Centennial Olympic Park. Al parecer fue solventada una disputa con Richard Jewell, que era un guardia de seguridad privada que estuvo presente en el lugar de los hechos, junto con algunos medios de comunicación, con respecto a la filtración de su nombre durante la investigación. Esta había sido la razón por la cual se sospechara erróneamente de que él había sido quien supuestamente había cometido el atentado.
Después de que el Congreso aprobara la Ley de Asistencia en Materia de Comunicaciones para el Trabajo Policial de 1994 (Communications Assistance for Law Enforcement Act (CALEA), la Ley de Portabilidad y Responsabilidad del Seguro Médico de 1996 (Health Insurance Portability and Accountability Act (HIPAA) y la Ley de Espionaje Económico de 1996 (Economic Espionage Act (EEA), el FBI siguió su ejemplo y pasó por una renovación tecnológica en 1998, tal como lo hizo con su Equipo de Respuesta y Análisis Informático (Computer Analysis and Response Team (CART) en 1991. Se crearon el Centro de Evaluación de Amenazas a la Infraestructura e Investigaciones Informáticas (Computer Investigations and Infrastructure Threat Assessment Center (CITAC) y el Centro Nacional de Protección de la Infraestructura (National Infrastructure Protection Center (NIPC) para hacer frente al aumento de problemas relacionados con Internet, como virus informáticos, gusanos y otros programas maliciosos que amenazaban las operaciones de Estados Unidos. Con estos desarrollos el FBI incrementó su vigilancia electrónica en investigaciones de seguridad pública y seguridad nacional, adaptándose a los avances en telecomunicaciones los cuales supusieron un cambio de rumbo en la naturaleza de tales problemas.